# Saint-Sauveur-en-Puisaye
Saint-Sauveur-en-Puisaye é uma comuna francesa na região administrativa de Borgonha-Franco-Condado, no departamento de Yonne. Estende-se por uma área de 30,45 km². Em 2010 a comuna tinha 908 habitantes (densidade: 29,8 hab./km²).